# Polyamia compactus
Polyamia compactus är en insektsart som beskrevs av Henry Fairfield Osborn och Ball 1897. Polyamia compactus ingår i släktet Polyamia och familjen dvärgstritar. Inga underarter finns listade i Catalogue of Life.